# Stosy
Stosy (także Stusy) – polana w Gorcach. Położona jest na wysokości około 1000 m w zachodnim grzbiecie Średniego Wierchu. Prowadzi przez nią droga leśna. Dawniej była to hala pasterska należąca do miejscowości Obidowa. Obecnie polana jest w większości zarośnięta lasem. Zaprzestano jej użytkowania z powodu nieopłacalności ekonomicznej.
Polana znajduje się poza obszarem Gorczańskiego Parku Narodowego, na terenie wsi Obidowa w województwie małopolskim, w powiecie nowotarskim, w gminie Nowy Targ. Obok polany nie prowadzi żaden szlak turystyczny.